# Melanodolius rufipennis
Melanodolius rufipennis là một loài tò vò trong họ Ichneumonidae.